# Bhishmá
Bhisma es uno de los personajes más poderosos del texto épico sánscrito Majabhárata (3.000 a. C.).

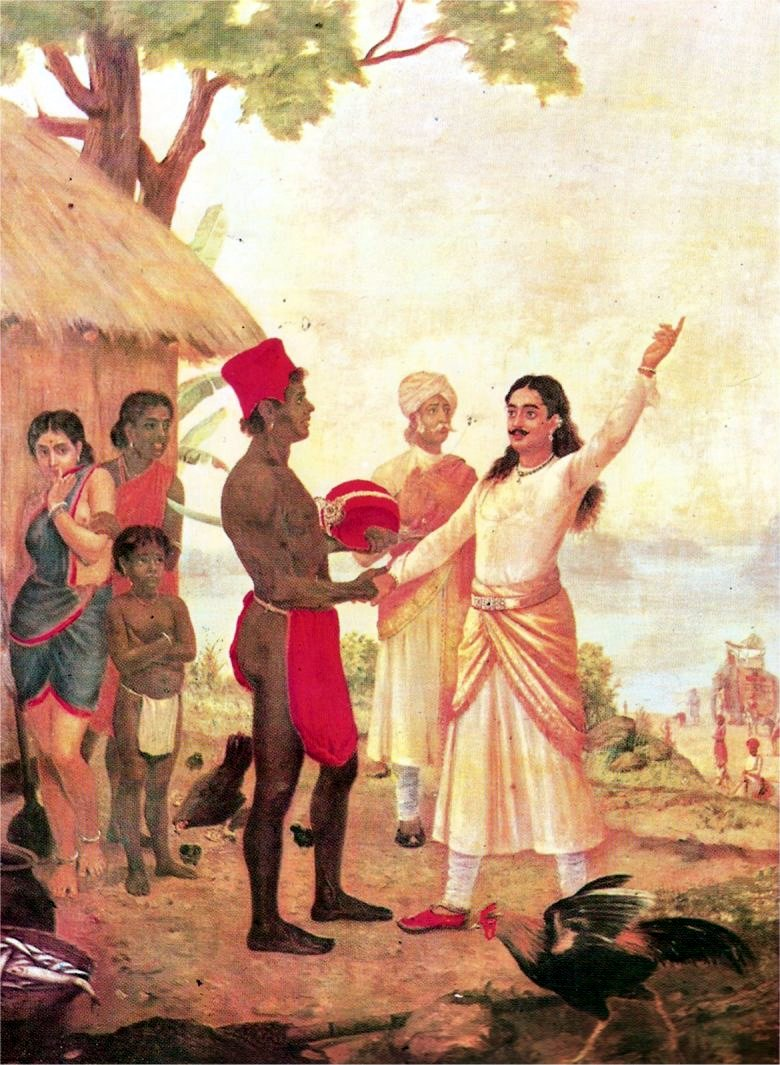
El juramento de Bhisma, cuadro del pintor hinduista Raya Ravi Varma.

Era tío abuelo tanto de los Pandavas como de los Kauravas.
Era un arquero incomparable; en una ocasión venció al invencible avatar Parashurama.

## Nombre sánscrito
- bhīṣma, en letra AITS (alfabeto internacional de transliteración del sánscrito).
- भीष्म, en escritura devanagari.

## Nacimiento
En una ocasión, los Ocho Vasus (ashtavasus) visitaron el áshram del sabio Váshishta, acompañados por sus esposas.
La esposa del Vasu Prabhasa quedó prendada de la vaca Nandini, la vaca que podía satisfacer cualquier deseo y le pidió a su esposo que la robara.
Prabhasa robó la vaca con la ayuda de los demás Vasus, que los maldijo a que nacieran en el mundo de los seres humanos.
Los Vasus apelaron a la misericordia de Vashishta, que mitigó el castigo de los siete Vasus cómplices a que fueran liberados del nacimiento humano apenas nacieran.
En cambio Prabhasa, que había sido directamente el ladrón, fue maldecido a tener una larga vida en la Tierra.
Sin embargo suavizó la maldición diciendo que sería el hombre más ilustre de su tiempo.
Así Prabhasa nació como Devá Vratá (Bhisma).

## Infancia y educación

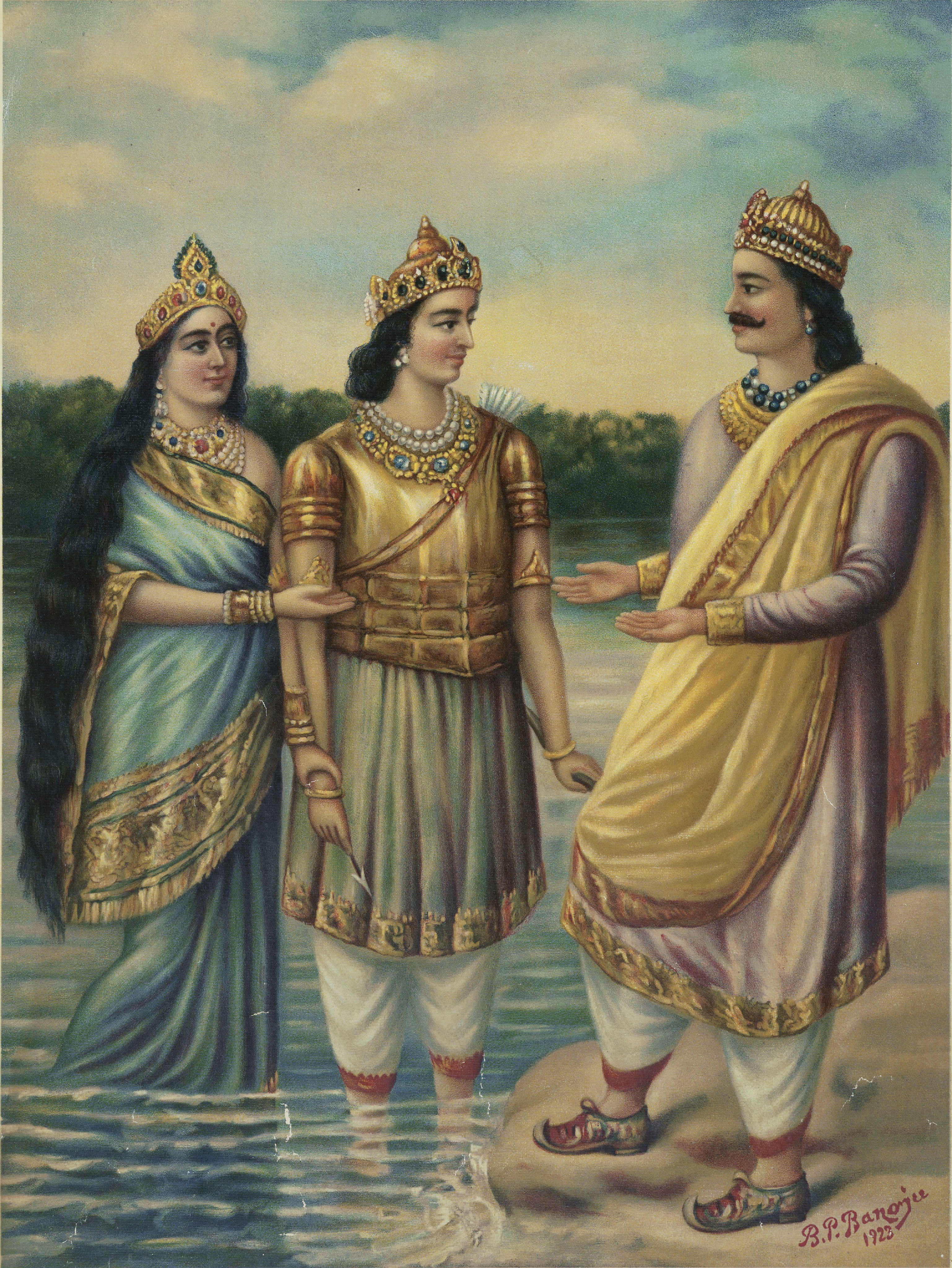
Escena del Mahabharata donde Ganga presenta a su hijo Devavrata (el futuro Bhisma) a su padre, Santanu.

El Majabhárata cuenta que Bhisma nació como el hijo más joven del ilustre rey Shámtanu con la diosa Ganga (el río Ganges).
Shántanu vio a una hermosísima mujer en las orillas del río y quedó hechizado con su belleza.
Le pidió tener relaciones sexuales.
Ella accedió pero le dijo que ella era la diosa Ganga y que él nunca debería cuestionarla, no importaba qué acciones la viera cometer.
Si él rompía la promesa, ella desaparecería y nunca se volvería a saber de ella.
Shámtanu accedió, lleno de lujuria.
De esa unión fueron naciendo uno por uno siete hijos.
Apenas su madre los paría, los llevaba a la orilla del río y los ahogaba.
Shámtanu tuvo que soportar en silencio la tortura de ver a su esposa ahogar a sus siete primeros hijos.
Sin embargo, cuando Ganga estaba por ahogar a Bhisma, Shámtanu no pudo contener su angustia y protestó.
Ganga no ahogó al bebé, pero entró en las aguas del río con él, y le prometió a Shámtanu devolverle al hijo una vez que este creciera.
Durante este tiempo con su madre, Bhisma aprendió el arte de la política con Bríjaspati (el gurú de los devás, los Vedas y sus partes los Vedangas del rishi Vásishta, y arquería con Parashú Rama, también conocido como Bhargava.
Los Pandavas y los Kauravas lo conocían como Bhisma Pitamajá (pitāmahá: ‘abuelo’, siendo pitā: ‘padre’ y mahá: ‘gran’).

## El terrible voto de Bhisma
Cuando Deva Vratá era un joven en edad de casarse, su padre el lujurioso Shámtanu se enamoró de una botera.
El padre de la botera accedió a entregarla al rey, pero observó que los hijos de su hija no podrían ascender al trono ya que los hijos de Deva Vratá (primogénito vivo del rey) serían los herederos primeros del rey.
El rey se dio cuenta de que no podía tener a su amada pescadora, por lo que su semblante reflejó su depresión por no poder cumplir sus deseos.
Su hijo Devá Vratá se dio cuenta de la tristeza de su padre. Entonces declaró que renunciaba de por vida al trono del reino.
El pescador todavía objetó que aun si Devá Vratá no reclamaba el trono, sus hijos sí podían hacerlo.
Entonces Devá Vratá hizo el terrible juramento de seguir siendo virgen para siempre.
Los dioses derramaron flores sobre él, exclamando: «Bhisma, Bhisma!» (‘terrible, terrible’).
Su padre le dio la bendición swa-chanda mritiu (muerte por propia decisión), que no lo hacía inmortal, pero le permitía elegir el momento de morir.
El rey tuvo dos hijos con Satiavati: Chitrangada y Vichitra Viria. Poco después de casarse su padre con Satiavati, Bhisma hizo otro juramento público: que vería la imagen de su padre en cualquiera que se sentara en el trono de Jastinapur y lo serviría sin cuestionar nada.
Este voto arruinó la vida cuando su sobrino el ciego Dritarastra usurpó el trono y puso a su propio hijo como heredero, en vez de Iudistira (el primogénito de Pandu, hermano de Dhritarashtra), que era mayor que Duriodhana (y que todos reconocían como más adecuado para volverse el rey).
Como resultado Bhisma fue forzado a obedecer todas las órdenes de Dritarastra, sin importar las injusticias que se hacían contra los Pandavas.

## En la guerra del «Majabhárata»
Bhisma es el único que fue testigo de todos los sucesos del Majabhárata desde el reinado de Shámtanu.
En la gran batalla de Kurukshetra, Bhisma luchó (para respetar su voto) del lado de los malvados Kauravas; sin embargo hizo lo mejor que pudo en esas circunstancias.
Su bandera en la batalla era una palmera dorada.

## Estratagema para matar a Bhisma
En los días finales de la batalla, viendo que Áryuna se negaba a pelear contra su abuelo, Krishná rompió su voto de no tomar ningún arma durante la guerra.
Krishná tomó su disco sudarshan chakrá y se preparó para lanzárselo a Bhisma y decapitarlo.
Bhisma se sintió halagado y esperó el chakrá con las manos unidas ante su pecho como namaskara (reverencia).
Áryuna le oró a Krishná para que se detuviera y le recordó su voto.
Ni siquiera Áryuna era capaz de derrotar a Bhisma, porque además de ser un guerrero inigualable, tenía la bendición de poder elegir el momento de su muerte.
Él también había hecho un voto de no matar a ninguno de los cinco Pandavas, ya que los amaba y era su abuelo.
Duriodhan (el horrendo primo de los Pándavas) varias veces confrontó a Bhisma, alegando que realmente él no estaba peleando del lado de los Kaurava ya que al no matar a ningún Pandava les permitía seguir matando a los Kauravas.
Pero la realidad era que Bhisma era la barrera más poderosa que impedía la derrota de los Kauravas.
Krisná entonces aconsejó a los Pándavas a visitar a Bhisma y pedirle que él mismo les sugiriera la manera de salir de esa situación.
Esa noche los Pándavas fueron disfrazados hasta el campo de los Kauravas y hablaron con su abuelo Bhisma.
Áryuna incluso se sentó en el regazo de su abuelo y le preguntó si había alguna manera de matarlo.
Bhisma sabía en su corazón que los Pandavas tenían que ganar esa guerra del dharma (los buenos contra los malos) y sabía que él era el principal obstáculo hacia la victoria.
Entonces les dio la clave para que él pudiera dejar de pelear sin romper su voto (de proteger siempre a los reyes de Jastinapur): si lo enfrentaban con una mujer en la batalla, él podría bajar las armas sin que su dharma se viera dañado.
Los Pandavas no estuvieron muy de acuerdo con ese plan, ya que —según las reglas hinduistas de la guerra— llevar a una mujer a una batalla produce la derrota de los culpables.
Krisná sugirió entonces una inteligente alternativa.
Al día siguiente (el 10.º día de la batalla, que duró 18) Áryuna llevó en su cuadriga al príncipe eunuco Shikhandi, que era la reencarnación de Amba (la némesis de Bhisma).
En el hinduismo a los hombres homosexuales (varones que aman a varones) se los consideraba y se los considera eunucos (sin testículos) y de acuerdo al código chatría se lo consideró técnicamente «medio mujer».
Enfrentar con armas a una mujer se considera inauspicioso e innoble para un chatría.
Cuando Áryuna enfrentó a Bhisma, este vio al hombre-mujer Shikhandi y bajó su arco y sus flechas.
Áryuna, lleno de horror, comenzó a disparar flechas una tras otra, que atravesaron de lado a lado todo el cuerpo, los brazos y las piernas de Bhisma.
El gran guerrero no ofreció resistencia. Más bien, le dijo a su auriga Dushasana: «Seguramente estas flechas son de Áryuna; no pueden ser de Shikhandi porque el dolor que me provocan es como el dolor que provocan las lágrimas de un bebé en el cuerpo de la madre».
Bhisma cayó de su cuadriga y quedó acostado sobre un lecho de flechas.
Desde ese día, cada noche los guerreros principales venían a charlar con él.
Viendo a Bhisma acostado atravesado por las decenas de flechas de Áryuna, incluso los dioses se acercaron a mirar desde los cielos, bendiciendo silenciosamente al poderoso guerrero.
Bhisma duró diez días como comandante supremo de los Kauravas.
Fue reemplazado por Drona (que fue matado diez días después), luego por Karna (que fue muerto a los dos días) finalmente por Shalia (que duró un único día, el último de la batalla).
Como comandante de todos los ejércitos, Bhisma le había negado a Karna participar en esa guerra, diciendo que su conducta y nacimiento eran innobles y no correspondían a un guerrero honorable.
Cuando el malvado Duriodhana lo nombró comandante de los ejércitos Kurus (después de la muerte de Drona), Karna se acercó al sitio donde estaba postrado Bhisma (en el medio del campo de batalla) para pedirle sus bendiciones.
Bhisma le imploró a Karna que persuadiera a Duriodhana de terminar esa carnicería, que ya había producido tanto fratricidio.
Bhisma también le reveló a Karna la verdadera razón por la que inicialmente no le había permitido participar en la batalla: Bhisma siempre había sabido que Karna era el hijo mayor de la reina Kunti cuando era una niña soltera, y por lo tanto hermano mayor de los Pandavas (algo que no sabía nadie, ni Karna ni los Pándavas).
Karna se negó a ir en contra de los deseos de Duriodhana, insistiendo en que su deuda por la benevolencia que Duriodhana había mostrado hacia él (que en realidad había sido mera conveniencia) sólo podría honrarse siendo leal a él, incluso ante las puertas de la muerte.
Aun así Karna recibió las bendiciones de Bhisma.

## Muerte de Bhisma
Bhisma siguió acostado en el lecho de flechas en medio del campo de batalla durante todos los días que duró la guerra. Había elegido morir sólo cuando supiera que los Pandavas habían ganado, y que el trono y el reino de Jastinapura estaba ahora en manos responsables.
Apenas terminada la guerra, le recitó a Iudishtira el famoso himno Visnú-sajasra-nama (los mil nombres de Vishnú) en alabanza a Krishná.

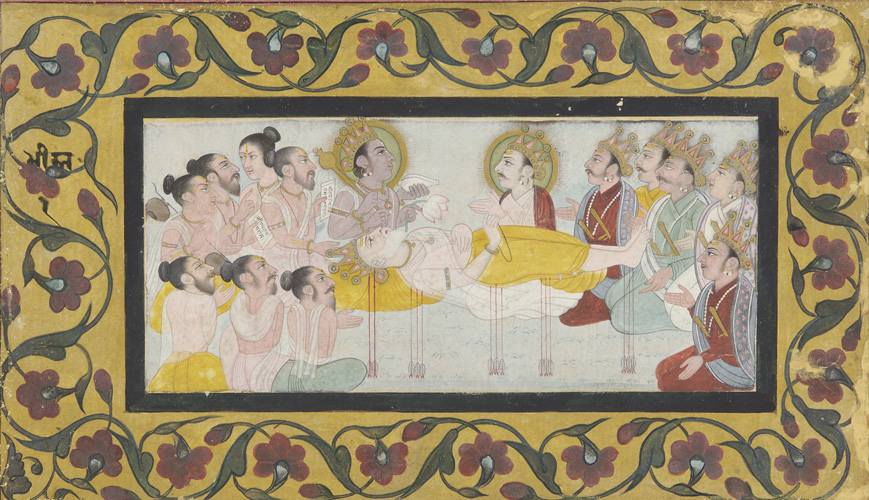
Bhisma en su lecho de muerte hecho de flechas. Actualmente en poder del Instituto Smithsoniano.

Una estimación indica que este personaje mitológico del Majabhárata habría vivido más de 100 años.
No tuvo descendientes directos, ya que no tuvo hijos sino sobrinos.
Maharásh Jastin (fundador del reino de Jastina Pura).
Shámtanu
Bhisma, Chitrangada y Vichitra Viria
Dhritarashtra y Pandu
los Pandavas y los Kauravas
Cuando su padre Shámtanu se casó con Satiavati, Bhisma era un joven en edad de casarse.
Por eso los dos hijos siguientes de su padre (Chitrangada y Vichitraviria) más que sus hermanos fueron como sus hijos.
Cuando Chitrangada y Vichitraviria murieron sin herederos, se llamó a Viasa (hermano político de Bhisma, ya que era hijo de Satiavati, la madrastra de Bhisma) para mantener el linaje vivo.
De esa manera fueron concebidos Dhritarashtra, Pandu y Vidura (sobrinos políticos de Bhisma).
La siguiente generación fueron los Pandavas y los Kauravas, que fueron sus sobrinos nietos.
Cuando Bhisma murió, era el ancestro vivo de cinco generaciones, ya que los propios Pandavas ya eran abuelos.
El único heredero que quedó vivo después de la guerra fue Parikshit (el nieto de Áryuna e hijo de Abhimaniu y Uttara (la princesa de Matsia).